# Montesarchio
Montesarchio ist eine italienische Gemeinde in der Provinz Benevento in der Region Kampanien mit 12.997 Einwohnern (Stand 31. Dezember 2023) und ist seit 2017 Mitglied der Vereinigung I borghi più belli d’Italia ("Die schönsten Orte Italiens").

## Geographie
Die Gemeinde liegt etwa 25 km westlich der Provinzhauptstadt Benevento im Hügelland an der Ostseite des Monte Taburno. Die Nachbargemeinden sind Apollosa, Bonea, Campoli del Monte Taburno, Ceppaloni, Cervinara (AV), Roccabascerana (AV), Rotondi (AV), San Martino Valle Caudina (AV) und Tocco Caudio. Die Ortsteile lauten Cirignano, Tufara Valle und Varoni.

## Partnerstädte
- La Garde (Var), Frankreich, seit 1977
- Bethlehem, Palästina, seit 2006[3]
- Torre del Greco, Italien, seit 2008

## Wirtschaft
Die Einwohner leben hauptsächlich von der Landwirtschaft (Oliven und Früchte).